# Fredriksen-Insel
Die Fredriksen-Insel (norwegisch Fredriksens Ø) ist eine 4 km lange und 800 m breite Insel im Archipel der Südlichen Orkneyinseln. Sie liegt 800 m südöstlich der Powell-Insel.
Der südliche und zentrale Teil der Insel besteht aus Sandstein und dunklem Phyllitschiefer, während im Norden Tonstein anzutreffen ist. Vor allem im Nordosten gibt es Moospolster mit darunter liegendem Torf. Auf der Insel brüten tausende Zügelpinguine.
Entdeckt wurde die Insel von den Kapitänen George Powell und Nathaniel Palmer im Dezember 1821. Der norwegische Walfängerkapitän Petter Sørlle benannte sie im Zuge seiner Vermessung der Insel zwischen 1912 und 1913. Der Namensgeber ist nicht überliefert.
Die Fredriksen-Insel ist Teil des besonders geschützten Gebiets der Antarktis ASPA-111.